# African Lion Safari
African Lion Safari är en park i Kanada.   Den ligger i provinsen Ontario, i den sydöstra delen av landet, 400 km sydväst om huvudstaden Ottawa. African Lion Safari ligger 262 meter över havet.
Terrängen runt African Lion Safari är platt. Runt African Lion Safari är det ganska tätbefolkat, med 111 invånare per kvadratkilometer.. Närmaste större samhälle är Cambridge, 10,9 km väster om African Lion Safari. 
Omgivningarna runt African Lion Safari är en mosaik av jordbruksmark och naturlig växtlighet.